# Albany Motor Carriage Company
Albany Motor Carriage Company — упразднённая в 1997 году автомобильная компания со штаб-квартирой в городе Крайстчерч, Великобритания.

## История
Компания основана в 1971 году. Братья Брайан и Дэвид Шепард из Великобритании основали автомобильную компанию «Albany Motor Carriage Company» в Крайстчерче. Автомобили проектировались под старинный стиль, хотя не были копией каких-то конкретных моделей. Можно было заметить лишь небольшое сходство с 1908 Buick.

## Деятельность
Для автомобилей Albany было разработано специальное стальное шасси из трубного проката, на которое устанавливался силовой агрегат Morris Minor. Настройки двигателя были установлены таким образом, чтобы максимальная скорость авто не превышала 40миль/час. Высокая стоимость автомобилей объяснялась ручной сборкой. К примеру, машина в базовой комплектации оценивалась почти в 2000 фунтов. При установке дополнительных функций цена на авто росла.
В 1974 г. в машины Albany начали устанавливать двигатели объёмом 1,3 л «Triumph Spitfire», а спустя два года была удлинена колёсная база авто.
Компания Albany также производила небольшой открытый автобус, в производстве которого было применено грузовое шасси Ford D. В настоящее время он используется как туристический в графстве Хэмпшир и возит гостей по автомобильному заводу Beaulieu.
В 1973 г. был осуществлён экспорт 12 автомобилей Albany в Соединённые Штаты, но на этом продажа прекратилась. Спустя ещё год был увеличен объём двигателя авто до 1,5 л, а стоимость его стала 2500 фунтов. На протяжении следующих трёх лет были выпущены чуть более 100 машин.
С 1992 г. компания Albany производила автомобили с открытым верхом и двигателем объёмом 1,5 л. «Triumph Spitfire» только на экспорт. Спустя 5 лет выпуск авто был остановлен окончательно.